# HOTLO
De HOTLO (acroniem van: Hesselman Omkeerbare Tweetakt LangsspoelingsOpladingsmotor) is een type scheepsdiesel motor van Nederlands fabricaat gemaakt door de Koninklijke Machinefabriek Gebroeders Stork en Co. N.V. te Hengelo. Het betreft tweetakt enkelwerkende dieselmotor met langsspoeling en drukvulling van 2.000 tot 20.000 pk.  
De HOTLO wordt door de scheepswerktuigkundigen soms ironisch omschreven als: "Het Onding Trilt en Lekt Ontzettend". De bouwperiode van de HOTLO scheepsdiesels was tussen 1954 en 1964.

## 1950 - 1975
In 1954 is in het ms. Oudekerk de eerste HOTLO geplaatst. In 1969 kondigde F. Stork het einde van de ontwikkeling van zware motoren (HOTLO/SW) aan.
Er zijn 166 HOTLO's gebouwd. Ze zijn geplaatst in schepen van o.a. KNSM, KJCPL, Nedlloyd, traditionele vrachtschepen, bulkcarriers en passagiersschepen. Begin jaren zestig evolueert de HOTLO naar de SW-motor (StorkWerkspoor).
De HOTLO was niet alleen heel groot en sterk, maar is ook een markeringspunt in de industriële ontwikkeling van Twente. Stork had op basis van jarenlange ervaring een krachtige motor gebouwd, die weinig onderhoud behoefde. In meer dan tweehonderd (snelle) vrachtschepen, bulkcarriers en tankers was de HOTLO de hoofdmotor. 
De enorme hallen aan de Industriestraat in Hengelo herinneren nog aan dit tijdperk van begin 1950 tot 1970 waar soms aan 4 motoren tegelijk gewerkt werd.
Tot ongeveer 1975 heeft Stork meegedaan in de productie van dieselmotoren, bekende typen zijn de Stork-Hesselmanmotor in veel gedaanten, de Stork-Ricardo en Stork-Ganz- Jendrassik motor, beide met wervelkamerontsteking en vanaf 1954 de befaamde 2-takt Stork-HOTLO motor.

## SOS-HOTLO
In 2007 werd door Gert-jan Harmsen ontdekt dat het boorschip de Noble Roger Eason van de rederij Noble nog in de vaart was met een HOTLO-scheepsdiesel. Het bleek te gaan om een 6 cilinder-HOTLO, met een boring van 75 cm en een slag van 160. Deze HOTLO was 13 meter hoog, 11 meter lang en had een breedte van 5 meter. Het effectieve vermogen was 7.500 epk. 
De rederij Noble gaf aan dat het achtersteven van de Roger Eason zou worden vervangen en daarmee ook de HOTLO. De rederij zegde toe de HOTLO te schenken aan de inwoners van Hengelo. De ontmanteling van het achtersteven gebeurde op de werf van KeppelFELS in Angra dos Reis, Brazilië.
Op 7 december 2009 werd de Hengelose stichting Save Our Stork (SOS) HOTLO opgericht. Sinds midden 2008 is een initiatiefgroep actief geweest om de laatste nog in bedrijf zijnde werkende Stork HOTLO scheepsdiesel als industrieel erfgoed terug te brengen naar Hengelo. Het ideaalbeeld van de initiatiefgroep was een werkende HOTLO op een zichtlocatie in Hengelo waarbij voor de HOTLO in de toekomst een belangrijke rol zou zijn weggelegd als het gaat om:
- invulling openbare ruimte en gebiedsversterking Hart van Zuid
- verwijzing en versterking historisch industrieel erfgoed
- onderwijs en techniek

De stichting had daarom de volgende doelstellingen:
- het verwerven van een locatie in Hengelo waar de Stork-HOTLO kan worden geplaatst
- zorg dragen voor het transport van de Stork-HOTLO van Brazilië naar Hengelo
- ervoor zorg dragen dat de Stork-HOTLO weer in optimale staat komt te verkeren
- zorg dragen voor een exploitatievorm waarin het beheer en onderhoud van de Stork-HOTLO kan plaatsvinden

De stichting verwierf de HOTLO, maar door problemen met de Braziliaanse douane was het voor stichting zowel financieel als logistiek niet haalbaar de motor naar Nederland te halen. Op 2 december 2013 heeft de werf dan ook de sloop van de laatste HOTLO in gang gezet en in 2014 werd de stichting opgeheven.

## Stork-HOTLO

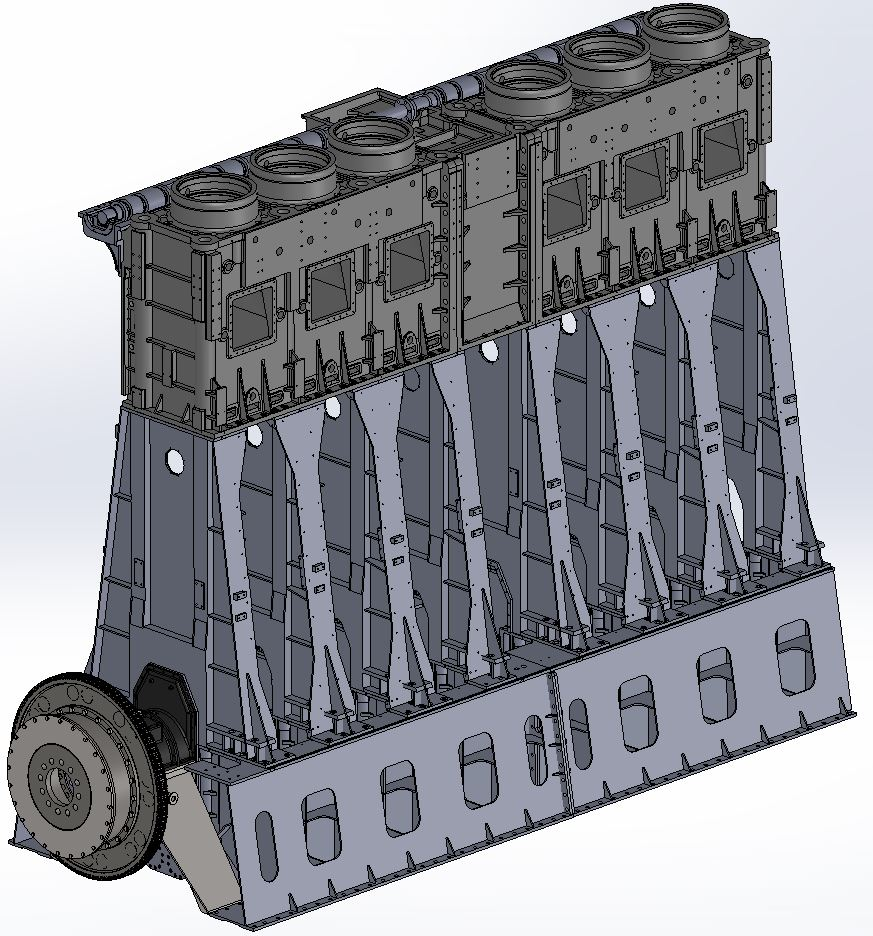
Stork HOTLO 75/160 Motor met ordernr. 8599 digitaal in aanbouw: Fundatie, Kolommen en Cilinderkop

Om het door de stichting SOS-HOTLO verzamelde materiaal te bewaren werd de stichting Stork-HOTLO opgericht. Deze stichting werkt onder andere aan het project "De HOTLO in 3D". Hierbij wordt met het tekenprogramma Solidworks aan de hand van de tekeningen en handboeken uit het Storkarchief de motor uit de Noble Roger Eason driedimensionaal (3D) gereconstrueerd voor educatieve doeleinden en vooral ter gelegenheid van het 150-jarig bestaan van Stork in 2018. Aan de reconstructie werken vrijwilligers van de stichting mee, alsmede studenten en leerkrachten van hogeschool Saxion in Enschede en werknemers van ingenieursbureau Viro.